# Hiệp hội bóng đá Thụy Điển
Hiệp hội bóng đá Thụy Điển (tiếng Thụy Điển: Svenska Fotbollförbundet) là tổ chức quản lý, điều hành các hoạt động bóng đá ở Thụy Điển. Hiệp hội quản lý đội tuyển bóng đá quốc gia nam và nữ, tổ chức các giải bóng đá như vô địch quốc gia và cúp quốc gia. Hiệp hội bóng đá Thụy Điển là thành viên sáng lập cả FIFA và UEFA.